# Ивакин, Василий Викторович
Василий Викторович Ивакин (род. 11 октября 1972, Ленинград) — советский и российский хоккеист, защитник, тренер.

## Биография
Начинал играть за «Ижорец» в первой лиге в сезоне 1988/89. Со следующего сезона стал играть за СКА. В сезоне 1993/94 выступал за СКА-2 и «Ижорец», сыграл два матча за финский клуб «Кеттеря» Иматра. Сезон 1994/95 начал в череповецкой "Северстали. Проведя два матча, вернулся в «Ижорец». В сезоне 1998/99 сыграл 10 матчей за финский ЙоКП Йоэнсуу. С сезона 2002/03 — в составе шведского клуба «Стрёмсунд», в сезонах 2011/12 — 2012/13 — играющий главный тренер команды.